# 紫背鹿衔草
紫背鹿衔草（学名：Murdannia divergens）是鸭跖草科水竹叶属的植物。分布于缅甸、尼泊尔、印度、不丹以及中国大陆的四川、云南、广西等地，生长于海拔1,500米至3,400米的地区，多生在林下、林缘和湿润草地中，目前尚未由人工引种栽培。

## 别名
竹叶参（四川），山竹叶草（四川）